# Johnny Acosta
Johnny Acosta (Quesada, 21 luglio 1983) è un calciatore costaricano, difensore del Template:Calcio Santa Ana (Costa Rica).

## Carriera

### Club
Gioca dal 2006 al 2010 al Santos de Guápiles. Nel 2010 passa all'Alajuelense. Il 2 gennaio 2013 viene ufficializzata la sua cessione in prestito al Dorados. Rientrato dal prestito, gioca con l'Alajuelense fino al 2016. Il 28 agosto 2016 viene ufficializzato il suo passaggio all'Herediano.

### Nazionale
Debutta in Nazionale il 29 marzo 2011, nell'amichevole Costa Rica-Argentina (terminata 0-0). Mette a segno la sua prima rete con la maglia della Nazionale il 6 settembre 2013, in Costa Rica-Stati Uniti (terminata 3-1). Viene convocato per la Copa América Centenario negli Stati Uniti.

## Palmarès

### Club

#### Competizioni nazionali
- Campionato costaricano: 5

Alajuelense: Invierno 2010-2011, Verano 2010-2011, Invierno 2011-2012, Invierno 2012-2013, Invierno 2013-2014